# Пестриково (Брянская область)
Пестриково — деревня в Стародубском муниципальном округе Брянской области.

## География
Находится в южной части Брянской области на расстоянии приблизительно 19 км на восток-северо-восток от районного центра города Стародуб.

## История
Упоминалась с первой половины XVII века как владение шляхтича Гимбута. В XVII—XVIII веках входила в 1-ю полковую сотню Стародубского полка. В 1859 году здесь (деревня Стародубского уезда Черниговской губернии) было учтено 20 дворов, в 1892—49. В середине XX века работал колхоз «Ленинский свет». До 2019 года входила в состав Гарцевского сельского поселения Стародубского района, с 2019 по 2020 в Меленское сельское поселение до его упразднения.

## Население
Численность населения: 191 человек (1859 год), 435 (1892), 192 человек в 2002 году (русские 92 %), 130 в 2010.